# Sportovní lezení na Světových hrách 2013
Sportovní lezení bylo na Světových hrách v roce 2013 potřetí, sportovní lezci závodili 3.-4. srpna v kolumbijském Cali, celé hry probíhaly 25. července - 4. srpna.
španělsky: Juegos Mundiales de 2013 - Escalada deportiva (dificuldad, velocidad)

anglicky: The World Games 2013 - sport climbing (lead, speed)
Závodilo se v lezení na obtížnost a v lezení na rychlost (v boulderingu až od roku 2017). Nominační kvóty pro závodníky jsou 2x 18 mužů a žen, ve sportovním lezení mohlo závodit 72 závodníků, udělovalo se 12 medailí.

## Organizátoři
| Světové hry      | Mezinárodní asociace Světových her                      | IWGA   |
| Světové hry      | Comité Olímpico Colombiano                              | COC    |
| Sportovní lezení | Mezinárodní federace sportovního lezení                 | IFSC   |
| Sportovní lezení | Federación Colombiana de Deportes de Montaña y Escalada | FECDME |
| Čeští závodníci  | Český olympijský výbor                                  | ČOV    |
| Čeští závodníci  | Český horolezecký svaz                                  | ČHS    |

## Místo konání
Zahájení her proběhlo na stadionu Estadio Olímpico Pascual Guerrero. Původními městy her měly být německý Duisburg a Düsseldorf, v roce 2008 se vzdala pořadatelství a v roce 2009 Mezinárodní asociace Světových her dala přednost Cali před Pretorií.

## Nominační kvóty
Celkový počet závodníků 18 × 4 = 72; nominace byly doplněny a upraveny podle dispozic šampionů
| nominace                                               | obtížnost | obtížnost | rychlost | rychlost | datum závodů          |
| nominace                                               | muži | ženy | muži | ženy | datum závodů          |
| MS 2012                                                | 1. Jakob Schubert 2. Sean McColl 12. Mario Lechner | 1. Angela Eiter 2. Kim Ča-in 6. Matilda Söderlund                                                                                                   | 1. Čung Čchi-sin 2. Libor Hroza | 1. Julija Levočkinová 2. Julija Kaplinová | 16.9.2012             |
| SP 2012                                                | 1. Sači Amma 2. Jakob Schubert 3. Ramón Julián Puigblanque 4. Sean McColl 5. Romain Desgranges 6. Jorg Verhoeven 7. Magnus Midtboe 8. Min Hjon-pin 9. Mario Lechner 10. Stefano Ghisolfi | 1. Mina Markovič 2. Kim Ča-in 3. Johanna Ernst 4. Momoka Oda 5. Hélène Janicot 6. Charlotte Durif 7. Dinara Fachritdinovová 9. Jevgenija Malamidová | 1. Stanislav Kokorin 2. Jevgenij Vajcechovskij 3. Yaroslav Gontarik 4. Sergej Sinicyn 5. Arsenij Ševčenko 6. Jevgenij Vajcechovskij | 1. Alina Gajdamakinová 2. Julija Levočkinová 3. Marija Krasavinová 4. Edyta Ropek 5. Aleksandra Rudzinska 6. Esther Bruckner 7. Klaudia Buczek 8. Monika Prokopiuk | 17.11.2012 20.10.2012 |
| MSJ 2012 1. místo (junioři a kat. A)                   | 1. Dmitrij Fakirjanov 1. Sebastian Halenke | 1. Momoka Oda 2. Magdalena Röck 3. Katharina Posch 1. Jessica Pilz 2. Anak Verhoeven 3. Salomé Romain                                               | 1. Nikita Sujuškin 1. Ruslan Faizullin                                                                                              | 1. Anouck Jaubert 1. Anna Emets | 26.5.2012             |
| II. Kontinentální kvóta (7 × 4)                        | | | | |                       |
| Mistrovství Asie 2012 1. místo                         | 1. Min Hjon-pin | 1. Kim Ča-in 2. Seuran Han | 1. Sufriyanto Rindi | 1. Yang Wang | ..2012                |
| Mistrovství Asie juniorů 2012 1. místo (junioři)       | 1. Hongil Kim | 1. Sol Sa | 1. Guangdong Li | 1. Sol Sa 2. Kobra Lakzaiifar | ..2012                |
| Jihoafrický pohár 2012                                 | Pal Brouard | Candice Bagley | Benjamin De Charmony | Julia Chen |                       |
| Nejlepší Evropané na MS 2012 poslední ME proběhlo 2010 | 3. Adam Ondra 10.-11. Manuel Romain | 5. Charlotte Durif | 3. Dmitrij Timofejev | 3. Natalia Titova | 16.9.2012             |
| Mistrovství Evropy juniorů 2012                        | 1. Domen Škofic | 1. Magdalena Röck | 1. Volodymyr Zinchenko | 1. Julija Kaplinová 2. Anouck Jaubert 3. Aleksandra Rudzinska | ..2012                |
| Mistrovství Oceánie 2012 (dospělí a junioři)           | Daniel Fisher Josh Evans | Monique Forestier Tayla Atkin | Campbell Harrison Josiah Jacobsen-Grocott                                                                                           | Judith Carroll Emma Lovegrove |                       |
| Panamerické Mistrovství 2012                           | neznámá vlajka | neznámá vlajka | neznámá vlajka | neznámá vlajka |                       |
| Jihoamerické Mistrovství 2012                          | neznámá vlajka | neznámá vlajka | neznámá vlajka | neznámá vlajka |                       |
| III. Lokální a regionální extra kvóta (1 × 4)          | | | | |                       |
| Pořadatelská země                                      | Juan Arboleda | Marcela Avellaneda | Jorge Hernandez | Margarita Robles |                       |

## Výsledky mužů a žen
| obtížnost                         | obtížnost                    | rychlost                  | rychlost                          |
| --------------------------------- | ---------------------------- | ------------------------- | --------------------------------- |
| muži                              | ženy                         | muži                      | ženy                              |
| 1. Ramón Julián Puigblanque       | 1. Mina Markovič             | 1. Dmitrij Timofejev      | 1. Alina Gajdamakinová            |
| 2. Jakob Schubert                 | 2. Kim Ča-in                 | 2. Stanislav Kokorin      | 2. Marija Krasavinová             |
| 3. Magnus Midtboe                 | 3. Dinara Fachritdinovová    | 3. Čung Čchi-sin          | 3. Julija Kaplinová               |
|                                   |                              |                           |                                   |
| 4. Min Hjon-pin                   | 4. Charlotte Durif           | 4. Jevgenij Vajcechovskij | 4. Aleksandra Rudzińska           |
| 5. Sean McColl                    | 5. Magdalena Röck            | 5. Libor Hroza            | 5. Anouck Jaubert                 |
| 6. Romain Desgranges              | 6. Matilda Söderlund         | 6. Volodymyr Zinchenko    | 6. Klaudia Buczek                 |
| 7. Stefano Ghisolfi               | 7. Angela Eiter              | 7. Nikita Sujuškin        | 7. Julija Levočkinová             |
| 8. Domen Škofic                   | 8. Katharina Posch           | 8. Jevgenij Vajcechovskij | 8. Esther Bruckner                |
| 9. Sebastian Halenke              | 9. Salomé Romain             | 9. Sergej Sinicyn         | 9. Monika Prokopiuk               |
| 10. Manuel Romain                 | 10.-11. Hélène Janicot       | 10. Josmar Nieves         | 10. Lucelia Blanco                |
| 11. Dmitrij Fakirjanov            | 10.-11. Jevgenija Malamidová | 11. Erik Noya             | 11. Anna Emets                    |
| 12. Mario Lechner                 | 12. Johanna Ernst            | 12. Sufriyanto Rindi      | 12. Edyta Ropek                   |
| 13. Facundo Langbehn              | 13. Francis Rodriguez        | 13. Ruslan Faizullin      | 13. Francis Guillen               |
| 14. Joseph Gifford                | 14. Cicada Jenerik           | 14. Leonel De Las Salas   | 14. Margarita Robles              |
| 15.-16. Reinaldo Camacho          | 15. Seuran Han               | 15. Guangdong Li          | 15.-16. Alison Stewart- Patterson |
| 15.-16. Manuel Escobar            | 16. Marcela Avellaneda       | 16. Josh Levin            | 15.-16. Natalia Titova            |
| 17. Juan Sebastian Arboleda Henao | 17. Francis Guillen          | 17. Yaroslav Gontaryk     | 17. Paola Vazquez                 |
| —                                 | 18. Paola Vazquez            | 18. Jorge Hernandez       | —                                 |
| 8 finalistů                       | 8 finalistek                 | 8/4 finalistů             | 8/4 finalistek                    |
| 17 mužů                           | 18 žen                       | 18 mužů                   | 17 žen                            |